# Бакейка
Бакейка (рос. Бакейка) — присілок у Киштовському районі Новосибірської області Російської Федерації.
Входить до складу муніципального утворення Сергіївська сільрада. Населення становить 69 осіб (2010).

## Історія
Згідно із законом від 2 червня 2004 року органом місцевого самоврядування є Сергіївська сільрада.

## Населення
| 1926 | 2002 | 2007 | 2010 |
| ---- | ---- | ---- | ---- |
| 688  | ↘121 | ↘106 | ↘69  |